# ريتشارد إس كاستيلانو
ريتشارد إس كاستيلانو (بالإنجليزية: Richard S. Castellano) مواليد 4 سبتمبر 1933 في ذا برونكس، الولايات المتحدة - الوفاة 10 ديسمبر 1988 في نيوجيرسي، الولايات المتحدة، هو ممثل أمريكي.

## الأعمال
- أحباء وغرباء آخرون
- العراب

## روابط خارجية
- ريتشارد إس كاستيلانو على موقع IMDb (الإنجليزية)
- ريتشارد إس كاستيلانو على موقع روتن توميتوز (الإنجليزية)
- ريتشارد إس كاستيلانو على موقع ألو سيني (الفرنسية)
- ريتشارد إس كاستيلانو على موقع أول موفي (الإنجليزية)
- ريتشارد إس كاستيلانو على موقع قاعدة بيانات برودواي على الإنترنت (الإنجليزية)
- ريتشارد إس كاستيلانو على موقع قاعدة بيانات الأفلام السويدية (السويدية)
- ريتشارد إس كاستيلانو على موقع إن إن دي بي (الإنجليزية)
- ريتشارد إس كاستيلانو على موقع قاعدة بيانات الفيلم (الإنجليزية)
- ريتشارد إس كاستيلانو على موقع كينوبويسك (الروسية)